# 애리조나 아웃로스
| 오클라호마 아웃로스 애리조나 아웃로스 |                                                                                       |
| 콘퍼런스                              | 서부 콘퍼런스                                                                         |
| 디비전                                | 웨스턴 디비전                                                                         |
| 설립연도                              | 1984년                                                                                |
| 해체연도                              | 1985년                                                                                |
| 역사                                  | 오클라호마 아웃로스 (1984년) 애리조나 아웃로스 (1985년)                               |
| 경기장                                | 스켈리 스타디움 선 데블 스타디움                                                      |
| 연고지                                | 오클라호마주 털사 애리조나주 템피                                                     |
| 상징색                                | 《오클라호마 아웃로스》 검정, 빨강, 하양 《애리조나 아웃로스》 검정, 빨강, 쿠퍼, 하양 |
| 구단주                                | 월리엄 R. 테이텀 시니어 월리엄 R. 테이텀 주니어                                       |
| 감독                                  | 프랭크 쿠쉬 (마지막 감독)                                                             |
| 리그 우승                             | -                                                                                     |
| 콘퍼런스 우승                         | -                                                                                     |
| 디비전 우승                           | -                                                                                     |

오클라호마 아웃로스/애리조나 아웃로스(Oklahoma Outlaws/Arizona Outlaws)는 1984년부터 1985년까지 오클라호마주 털사/애리조나주 템피를 연고지로 하는 USFL의 서부 콘퍼런스 웨스턴 디비전 소속 미식 축구팀이다.

## 역대 홈경기장
| 경기장                                | 사용기간 | 수용인원 | 장소              | 비고 |
| ------------------------------------- | -------- | -------- | ----------------- | ---- |
| 오클라호마 아웃로스/애리조나 아웃로스 |          |          |                   |      |
| 스켈리 스타디움                       | 1984년   | 40,385명 | 오클라호마주 털사 | 빈칸 |
| 선 데블 스타디움                      | 1985년   | 70,021명 | 애리조나주 템피   | 빈칸 |